# Lehesten
Lehesten là một thị xã ở huyện Thüringenn Forest, 20 km về phía đông nam của Saalfeld. Dân số cuối năm 2006 là 2045 người.
Bản mẫu:WWII Operation Crossbow